# 灰吹法
灰吹法是一种古代金银共生分离和银铅分离出银的方法。
银多与其它有色金属共生，而且银的含量往往偏少，故需要加以分离和提纯。灰吹法主要利用银铅互熔，使银溶于铅中，通入空气，使铅氧化沉积，成为密陀僧，使银铅得以分离，且银得到提纯。

## 银铅分离步驟
1、烧结：将经过挑选的矿石（礁砂）放入炉中，在上面覆盖约一尺厚的木炭，待木炭烧完成，矿石成为矿石团（礁石团）。

2、烧制银铅合金：将铅溶化后再将已经烧结的矿石团（礁石团）置入，利用铅银互熔且熔点、沸点的不同和元素活跃性的不同，通过鼓风通气使炉内的温度上升到将矿石团（礁石团）中的铅熔融氧化下沉形成氧化铅，然后降温使之冷凝成得到粗制银和可以进一步提纯的银铅合金。

3、融铅出银：将银铅合金（粗制银）放进熔炉中，不断的鼓风通气，将熔出的铅完全汽化，余下即为提纯后的银。

铅熔点：327.46 °C，沸点：1749°C

银熔点：961.78 °C，沸点：2162°C

金熔点：1064.18 °C，沸点：2856°C

## 实际使用
灰吹法在实际使用上不仅仅使用在银的提纯，也使用在金银合金的金银分离提纯。此法在唐代之前就有使用，并在不久之后传到日本，日本的周防國大名大內義隆在1533年（天文2年）曾用改良过的精炼技术灰吹法大幅提升石见银山的产量。

## 文献纪录
在明代的明陆容所著《菽园杂记》和宋应星所著《天工开物》均有纪载。

- 明陆容《菽园杂记》：“矿石不拘多少，采入碓坊，舂碓极细，是为矿末。次以大桶盛水，投矿末于水中，搅数百次，谓之搅粘。凡桶中之粘，分三等：浮于面者为之细粘，桶中者谓之梅砂，沉于底者谓之粗矿肉。若细粘与梅砂，用尖底淘盆，浮于淘池中，且淘且汰，泛扬去粗，留取其精英者。其粗矿肉，则用一木盆，如小舟然，淘汰亦如前法。大率欲淘去石末，存其真矿，以桶盛贮，璀璨星星可现，是谓矿肉。次用米糊搜伴，团如拳大，排于炭山，更以炭一尺许覆之，自旦发火，至申时住火，候冷，名窖团。次用银炉炽炭，投铅于炉中，候化，即投窖团入炉，用鞴鼓扇不停手，盖铅性能收银尽归炉底，独有滓浮于面。凡数次，破炉爬出炽火，掠去炉面滓垢。烹炼即熟，良久，以水灭火，则银铅为一，是为铅驼。次就地用上等炉灰，视铅驼大小，作一浅灰窠，置铅驼于灰窠内，用炭团叠，侧扇火不住手，初铅银混，泓然于灰窠之内。望泓面有烟云之气，飞走不定。久之稍散，则雪花腾涌。雪花既尽，湛然澄彻。又少顷，其色自一边先变浑色，是谓窠翻。烟云雪花，乃铅气未尽之状。铅性畏灰，故用灰以捕铅。铅既入灰，唯银独存。自辰至午，方见净银。铅入于灰坯，乃生药中密陀僧也。”
- 明宋应星《天工开物·五金》（1637年）也有纪录，称之为“熔礁结银”、“沉铅结银”